# Mario Perosino
(Eugenio Guglielminetti, 1993)
Mario Perosino (Asti, 30 novembre 1930 – Asti, 9 maggio 2008) è stato un pittore italiano.

## Biografia
Appassionato d'arte e tecniche pittoriche fin dall'adolescenza, seguì i propri studi e perfezionamenti da autodidatta anche se seguì in parte alcuni corsi presso l'Accademia di Brera.
Allievo degli astigiani  Giuseppe Manzone e Demetrio Corino, imparò da loro a ritrarre la natura e la vita contadina. Visitatore assiduo di pinacoteche e chiese, si appassionò principalmente ai grandi maestri del passato, soprattutto del Rinascimento e del Barocco.
Nel 1947 inizia ad esporre i suoi lavori in alcune mostre collettive e nel 1951 espone presso il Circolo Culturale "La Giostra" la sua prima importante personale.
Qui egli viene a contatto con artisti ed intellettuali dell'epoca tra cui Eugenio Guglielminetti e Corrado Cagli.
Cagli mostrò subito interesse per le opere di Perosino, facendosi promotore di due mostre personali a Roma, una nel 1968, alla Galleria "Il Nuovo Carpine" e una nel 1973 alla Galleria "Il Cerchio d'oro".
In quel periodo nacque la frequentazione con il mercante d'arte Rigoletto Violanti, il quale negli anni settanta acquistò parecchi quadri ed organizzò una Personale alla Galleria "Boccuzzi" di Firenze.
Nel 1958 e nel 1967 espose presso la "Promotrice Belle Arti", e al Battistero ad Asti.
Nel 1966 si sposò con Giliana Olessina e dal matrimonio nacque la figlia Giordana, in quel periodo Perosino collaborò all'immagine del Palio di Asti che riprendeva il proprio svolgimento dopo un'interruzione di 30 anni illustrando alcuni dépliant del comune di Asti e alcuni numeri unici dei Rioni partecipanti alla corsa.
Nel 1990 il matrimonio di Perosino volse al termine e l'artista diventò sempre più schivo e scontroso, diradando le proprie esposizioni:  dal 1978 al 1993 espose solamente nel 1978 e nel 1983 alla Galleria "La Fornace" di Asti,  e nel 1993, in occasione della manifestazione culturale "Asti Teatro 15", a Palazzo Mazzetti ad Asti e nel foyer del Teatro Alfieri senza comunque smettere di lavorare e perfezionarsi nelle sue ricerche stilistiche.
Dopo il 1995 in seguito a problemi di salute, l'artista rallentò molto la sua produzione, rifiutando anche di partecipare ad alcune iniziative promosse dal Comune di Asti, tra le quali la realizzazione del sendallo del Palio di Asti anche se in quello stesso anno il Club Soroptimist di Asti lo scelse per la realizzazione dellaPergamena d'Autore per la miglior presenza nel Corteo Storico del Palio di Asti.
In verità l'opera che venne data in premio al Borgo Tanaro Trincere Torrazzo era stata realizzata nel 1971
Il 9 maggio 2008, a 77 anni, l'artista morì improvvisamente nella sua casa ad Asti.

## I temi pittorici
L'opera di Perosino pur appartenente alla corrente figurativa con la rappresentazione di guerrieri dame, scene mitologiche e religiose,  architetture e nature morte, si inquadra in un mondo fantastico ricco di segni simbolici e immagini emblematiche caratterizzati da un segno ossessivo che sembra quasi non consentirgli tregua, secondo Silvia Taricco: " è un preciso modo di esprimere, oltre una chiave trovata, oltre un certo narcisismo, una disperata necessità di materializzare in qualche modo il proprio sogno di età favolose, di calarsi nel cuore — perduto — delle fiabe antiche..."
Dino Carlesi nel 1973 in occasione della mostra di Firenze asserisce che le figure di Perosino "...metalliche e pur tenerissime, nascono da chissà quali profonde ombre e si proiettano dentro la storia presente con la spavalderia di chi sa di attingere ancora a fonti autentiche di candore e di grazia. Per cui il suo messaggio si fa anche protesta verso qualcosa da rifiutare, difesa dell'intelligenza, ormai screditata, dalla massificazione violenta, aspirazione al sogno come difesa e consolazione..."
Marida Faussone infine tracciando il profilo dell'artista giunge alla conclusione che "...nel superamento della finitezza degli uomini e delle cose, per Mario Perosino, si cela l'essenza della pittura, una linfa segreta e perenne, che esorcizza incertezze ed affanni e dona il conforto di un codice universale, riconoscibile alla spiritualità umana, tra passato e futuro..."

## Mostre personali
- 1951 Galleria "La Giostra" di Asti
- 1958 "Promotrice Belle Arti" Asti
- 1967 Battistero di Asti
- 1968 Galleria "Nuovo Carpine" di Roma
- 1973 Galleria "Il Cerchio d'oro" di Roma
- 1973 Galleria "Boccuzzi" di Firenze
- 1978 Galleria "La Fornace" di Asti
- 1983 Galleria "La Fornace" di Asti
- 1993 Palazzo Mazzetti e "foyer" del Teatro Alfieri, Asti
- 2009 Palazzo Alfieri, Asti a cura della Fondazione Eugenio Guglielminetti